# John Poyner
John Poyner († 16. November 2018) war ein britischer Tontechniker, der 1968 den Oscar für die besten Toneffekte gewann.

## Leben
Poyner begann seine Laufbahn in der Filmwirtschaft 1955 als Schnittassistent bei dem Film Richard III. und war nach 1963 auch als Tontechniker tätig. Er wirkte bis heute an der Herstellung von 65 Filmen mit.
Bei der Oscarverleihung 1968 wurde er mit dem Oscar für die besten Toneffekte ausgezeichnet, und zwar für Das dreckige Dutzend (1967) von Robert Aldrich mit Lee Marvin, John Cassavetes und Ernest Borgnine in den Hauptrollen.
Nach rund fünfzehnjähriger Pause vom Filmgeschäft arbeitete Poyner als Tontechniker und Berater an der Herstellung des Films Katherine of Alexandria, der von Michael Redwood mit den Hauptdarstellern Nicole Madjarov, Peter O’Toole und Steven Berkoff inszeniert wurde und 2014 unter dem Namen Decline of an Empire in die Kinos kam.

## Filmografie (Auswahl)
- 1955: Richard III.
- 1963: The Yellow Teddy Bears
- 1963: Kali Yug – Die Göttin der Rache (Kali Yug, la dea della vendetta)
- 1967: Das dreckige Dutzend
- 1972: Siddhartha
- 1977: Gullivers Reisen (Gulliver’s Travels)
- 1981: American Werewolf
- 1982: Black-Out im Höllen-Paradies (Scrubbers)
- 1987: Der Mann im Hintergrund
- 1991: Thelma & Louise
- 1996: Basquiat
- 1997: The Saint – Der Mann ohne Namen
- 2014: Katharina von Alexandrien (Decline of an Empire)

## Auszeichnungen
- 1986: Oscar für die besten Toneffekte